# Goat Simulator 3
Goat Simulator 3 ist ein 2022 veröffentlichtes Actionspiel von Coffee Stain North. Es ist die Fortsetzung von Goat Simulator.
Das Videospiel ist ein Sandbox-Spiel, in dem der Spieler eine Ziege steuert und verschiedene Aufgaben erfüllen muss. Das Spiel ist bekannt für seine humorvolle Darstellung von Ziegen und seine ungewöhnlichen Spielmechaniken. Dabei wurden viele Funktionen neu überarbeitet, wo der Spieler zum Beispiel die Ziege neu anpassen kann.
2024 veröffentlichte Coffee Stain North den DLC Goat Simulator 3: Multiverse of Madness. Im DLC hat der Spieler das Multiversum ins Chaos gestürzt und soll dies nun in Ordnung bringen.

## Rezeption
Das Spiel bekam laut Metacritic durchschnittliche Kritiken. PC- und PlayStation-Version halten 71 und 68 von 100 Punkten, die Xbox-Series-X-Version eine Punktzahl von 78 von 100.